# Вільне (Каховський район)
Вільне — село в Україні, у Горностаївській селищній громаді Каховського району Херсонської області. Населення становить 117 осіб.

## Історія
До 2016 року село носило назву Червоноармійське.
У лютому 2022 року село тимчасово окуповане російськими військами під час російсько-української війни.

## Населення
Згідно з переписом УРСР 1989 року чисельність наявного населення села становила 98 осіб, з яких 45 чоловіків та 53 жінки.
За переписом населення України 2001 року в селі мешкало 108 осіб.

### Мова
Розподіл населення за рідною мовою за даними перепису 2001 року:
| Мова       | Відсоток |
| ---------- | -------- |
| українська | 91,45 %  |
| російська  | 6,84 %   |
| болгарська | 1,71 %   |